# Hans Pesl
Walter Brehme (Munich, 17 de octubre de 1938 - Munich, 14 de diciembre de 2012) fue un piloto alemán de motociclismo, que compitió en el Campeonato del Mundo de Motociclismo entre 1958 y 1961.

## Resultados en el Campeonato del Mundo
Sistema de puntuación desde 1950 hasta 1968:
| Posición | 1.º | 2.º | 3.º | 4.º | 5.º | 6.º |
| Puntos   | 8   | 6   | 4   | 3   | 2   | 1   |

### Carreras por año
(Carreras en negrita indica pole position; Carreras en cursiva indica vuelta rápida)
| Año  | Clase | Moto      | 1     | 2       | 3       | 4     | 5       | 6     | 7      | 8     | 9     | 10    | 11    | Pts. | Pos. |
| ---- | ----- | --------- | ----- | ------- | ------- | ----- | ------- | ----- | ------ | ----- | ----- | ----- | ----- | ---- | ---- |
| 1958 | 125cc | MV Agusta | IOM - | NED -   | BEL -   | GER - | SWE -   | ULS - | NAT 12 |       |       |       |       | 0    | -    |
| 1959 | 125cc | Ducati    |       | IOM -   | GER -   | NED - | BEL Ret | SWE - | ULS -  | NAT 9 |       |       |       | 0    | -    |
| 1959 | MZ    | FRA -     | IOM - | GER 8   | NED -   | BEL - | SWE -   | ULS - | NAT 9  |       |       |       |       | 0    | -    |
| 1960 | 350cc | Norton    | FRA - | IOM -   | NED -   |       | GER -   | ULS - | NAT 9  |       |       |       |       | 0    | -    |
| 1961 | 350cc | Norton    |       | GER 5   |         | IOM - | NED -   |       | RDA -  | ULS - | NAT - | SWE - | ARG - | 2    | 18.º |
| 1961 | 500cc | MZ        |       | GER Ret | FRA Ret | IOM - | NED -   | BEL - | RDA -  | ULS - | NAT - | SWE - | ARG - | 0    | -    |